# Nepolocăuți
Nepolocăuți, întâlnit și sub forma Grigore Ghica Vodă, (în ucraineană Неполоківці, transliterat: Nepolokivți și în germană Nepolokoutz) este un oraș în raionul Cozmeni din regiunea Cernăuți (Ucraina). Are 2.449 locuitori, preponderent ucraineni (ruteni).
Orașul este situat la o altitudine de 194 metri, pe malul râului Prut, în partea de centru-vest a raionului Cozmeni, la o distanță de 30 km de orașul Cernăuți. De acest orășel depinde administrativ satul Piedicăuți.

## Istorie
Localitatea Nepolocăuți a făcut parte încă de la înființare din regiunea istorică Bucovina a Principatului Moldovei, fiind situată la vechiul hotar al Moldovei. Este atestată documentar pentru prima dată la 12 mai 1425, într-un uric de danie al lui Alexandru cel Bun către un anume pan (mare boier) Stroici.
„Din mila lui Dumnezeu, noi, Alexandru voievod, domn al Țării Moldovei. Facem cunoscut, cu această carte a noastră, tuturor celor care o vor vedea sau o vor auzi citindu-se, cd această adevărată slugă a noastră credincioasă, pan Stroici, ne-a slujit cu dreaptă și credincioasă slujbă. De aceea, noi, văzând dreapta și credincioasa lui slujbă către noi, l-am miluit cu deosebita noastră milă și i-am dat în țara noastră, în Moldova, două sate, anume Levosăuți, cu toate cuturile sale, și Nepoloăuți, și două pustii: una, Derenăuți, și alta pe Roșul, în dreptul movilei celei mari.

...

A scris Oanța gramatic, la Suceava, în anul 6933 <1425>, luna mai 12.”
În ianuarie 1775, ca urmare a atitudinii de neutralitate pe care a avut-o în timpul conflictului militar dintre Turcia și Rusia (1768-1774), Imperiul Habsburgic (Austria de astăzi) a primit o parte din teritoriul Moldovei, teritoriu cunoscut sub denumirea de Bucovina. După anexarea Bucovinei de către Imperiul Habsburgic în anul 1775, localitatea Nepolocăuți a făcut parte din Ducatul Bucovinei, guvernat de către austrieci, făcând parte din districtul Cozmeni (în germană Kotzmann).
Între anii 1866-1868 s-a construit o linie ferată, care intra în Bucovina pe la Nepolocăuți și era prelungită până la Ițcani (astăzi cartier al municipiului Suceava), punct de frontieră feroviar și rutier cu România. Din 1884, funcționa la Nepolocăuți o școală cu 2 clase.
După Unirea Bucovinei cu România la 28 noiembrie 1918, satul Nepolocăuți a făcut parte din componența României, în Plasa Șipenițului a județului Cernăuți, aflându-se pe frontiera Regatului României cu Polonia și fiind nod rutier și vechiul punct de frontieră feroviar dintre România și Polonia (pentru trenurile ce circulau pe linia București - Cernăuți – Grigore Ghică Vodă).
În perioada interbelică i s-a dat denumirea de Grigore Ghica Vodă, numele domnitorului-martir al Moldovei, care s-a opus cedării Bucovinei către Austria în 1774 și a fost ucis trei ani mai târziu de către turci. Grigore Ghica Vodă a stat, simbolic, prin localitatea ce-i poartă numele - de strajă la porțile României - până în 1944 la venirea Armatei Roșii, care a ocupat nordul Bucovinei. Pe atunci, majoritatea populației era formată din ucraineni, existând și comunități de români și de evrei. În acea perioadă, Casa Asigurarilor Sociale din Cernăuți dispunea de servicii medicale în comună .
Ca urmare a Pactului Ribbentrop-Molotov (1939), Bucovina de Nord a fost anexată de către URSS la 28 iunie 1940, reintrând în componența României în perioada 1941-1944. Apoi, Bucovina de Nord a fost reocupată de către URSS în anul 1944 și integrată în componența RSS Ucrainene. În anul 1968, a primit statutul de așezare urbană (orășel) . În perioada stăpânirii sovietice, în oraș au fost înființate un combinat de prelucrare a lemnului, o brutărie, o fabrică de conserve din pește, o carieră de pietriș și nisip.
Începând din anul 1991, orașul Nepolocăuți face parte din raionul Cozmeni al regiunii Cernăuți din cadrul Ucrainei independente. Conform recensământului din 1989, numărul locuitorilor care s-au declarat români plus moldoveni era de 24 (11+13), reprezentând 0,86% din populație . În prezent, orașul are 2.449 locuitori, preponderent ucraineni.

## Demografie
Componența lingvistică a așezării de tip urban Nepolocăuți
     Ucraineană (98,53%)
     Rusă (1,22%)
     Alte limbi (0,16%)
Conform recensământului din 2001, majoritatea populației așezării de tip urban Nepolocăuți era vorbitoare de ucraineană (98,53%), existând în minoritate și vorbitori de rusă (1,22%).
1930: 1.885 (recensământ)
1989: 2.781 (recensământ)
2007: 2.449 (estimare)

### Recensământul din 1930
Componența etnică a comunei Nepolocăuți (județul Cernăuți)
     Români (19,09%)
     Ruteni (49,01%)
     Evrei (16,71%)
     Ruși (6,04%)
     Polonezi (4,93%)
     Germani (3,6%)
     Altă etnie (0,62%)
Componența confesională a comunei Nepolocăuți
     Ortodocși (72,52%)
     Romano-catolici (7,79%)
     Mozaici (16,76%)
     Greco-catolici (2,06%)
     Altă religie (0,87%)
Conform recensământului efectuat în 1930, populația comunei Nepolocăuți se ridica la 1.885 locuitori. Majoritatea locuitorilor erau ruteni (49,01%), cu o minoritate de români (19,09%), una de evrei (16,71%), una de ruși (6,04%), una de polonezi (4,93%) și una de germani (3,60%). Alte persoane s-au declarat: armeni (1 persoană) și altă etnie (1 persoană), iar 9 persoane nu au declarat etnia. Din punct de vedere confesional, majoritatea locuitorilor erau ortodocși (72,52%), dar existau și mozaici (16,76%), romano-catolici (7,79%) și greco-catolici (2,06%). Alte persoane au declarat: evanghelici\luterani (7 persoane), iar 9 persoane nu au declarat religia.

## Obiective turistice
- Biserica Pokrovka - construită în anul 1872 [9]